# Беренко Павло Григорович
Павло Григорович Беренко (рос. Павел Григорьевич Беренко; 1903, Вотилівка — 21 квітня 1955, Орєхово-Зуєво) — радянський військовослужбовець, учасник німецько-радянської війни, артилерист, повний кавалер ордена Слави.

## Біографія
Народився 1903 році в селі Вотилівка (нині Звенигородського району Черкаської області України) у селянській родині.
Після закінчення початкової школи працював бухгалтером у їдальні у місті Оріхово-Зуєво Московської області.
У Червоній Армії з 20 серпня 1941 року. На фронті з липня 1942 року. Член ВКП(б) із 1944 року.
Бувши командиром гарматного розрахунку 233-го гвардійського артилерійського полку 95-ї гвардійської стрілецької дивізії, що билася у складі 5-ї гвардійської армії 2-го Українського фронту, гвардії старший сержант Беренка 1 грудня 1943 року наведенням вразив танк, знищив 2 автомобілі, артилерійську зброю, 2 кулемети та до 20 ворожих солдатів.
11 і 12 серпня 1944 року розрахунок гвардії старшини Беренка, діючи у складі 1-го Українського фронту, у бою на лівому березі річки Вісла відбив 4 атаки німецьких танків, самохідних гармат і мотопіхоти, знищивши середній танк. Частини вермахту, зазнавши великих втрат на даній ділянці, були змушені перейти до оборони.
14 січня 1945 року помічник командира взводу артилерійської батареї гвардії старшина Беренко висунув зброю на західну околицю села Сковрона в районі міста Піньчув (Польща), де прямим наведенням знищив 8 кулеметних точок і більше 20 солдатів і офіцерів. Артилерійський розрахунок Беренко одним із перших переправив зброю на лівий берег річки Ніда і влучним вогнем сприяв прориву ворожих укріплень та захоплення позицій противника.
Після закінчення війни був демобілізований і повернувся до міста Орєхово-Зуєво. Працював на заводі «Карболіт».
Помер 21 квітня 1955 року.

## Нагороди
- Орден Слави І ступеня - 10 квітня 1945
- Орден Слави II ступеня - 18 вересня 1944
- Орден Слави III ступеня - 14 грудня 1943
- медалі СРСР[які?]

## Пам'ять
- У 2010 році на будівлі середньої школи № 12 міста Орєхово-Зуєво встановлено меморіальну дошку з барельєфним портретом повного кавалера ордена Слави П. Г. Беренка.